# SMS Bayern (1915)
O SMS Bayern foi um couraçado operado pela Marinha Imperial Alemã e a primeira embarcação da Classe Bayern, seguido pelo SMS Baden, SMS Sachsen e SMS Württemberg, porém estes dois últimos nunca foram finalizados. Sua construção começou em dezembro de 1913 nos estaleiros da Howaldtswerke em Kiel e foi lançado ao mar em fevereiro de 1915, sendo comissionado na frota alemã em março do ano seguinte. Era armado com uma bateria principal composta por oito canhões de 380 milímetros montados em quatro torres de artilharia duplas, tinha um deslocamento carregado de mais de 32 mil toneladas e alcançava uma velocidade máxima de 21 nós (39 quilômetros por hora).
O Bayern entrou em serviço no meio da Primeira Guerra Mundial e teve uma carreira bastante curta e limitada. Sua primeira operação foi em agosto de 1916 quando a Frota de Alto-Mar fez uma surtida no Mar do Norte para tentar atrair partes da Grande Frota britânica. Em outubro de 1917 participou da Operação Albion no Mar Báltico, porém pouco depois do início do ataque bateu em uma mina e precisou recuar para passar por reparos. A Alemanha foi derrotada em novembro de 1918 e o Bayern internado na base britânica de Scapa Flow junto com a maior parte da frota. Foi deliberadamente afundado em 21 de julho de 1919. Seu destroços foram reflutuados em 1934 e desmontados.

## Características

Esquema de blindagem da Classe Bayern

Os trabalhos de projeto na Classe Bayern começaram em 1910 em meio a uma corrida armamentista naval entre Alemanha e Reino Unido. Couraçados alemães anteriores tinham um armamento principal de canhões de 305 milímetros, porém marinhas estrangeiras estavam adotando canhões cada vez maiores e mais poderosos, com o comando naval alemão sentindo a necessidade de responder. O almirante Alfred von Tirpitz, Secretário de Estado do Escritório Imperial Naval, conseguiu usar indignação pública sobre a Crise de Agadir para pressionar o Dieta Imperial a aprovar dinheiro adicional para a Marinha Imperial Alemã, com isto permitindo a adoção de canhões de 380 milímetros para os novos couraçados.
O Bayern tinha 180 metros de comprimento de fora a fora, boca de trinta metros e calado de 9,3 a 9,4 metros. Tinha um deslocamento normal de 28 350 toneladas e um deslocamento carregado carregado de 32,2 mil toneladas. Seu sistema de propulsão era composto por catorze caldeiras de tubos d'água Schulz-Thornycroft, três a óleo combustível e onze a carvão, que alimentavam três conjuntos de turbinas a vapor Parsons, cada uma girando uma hélice. A potência indicada era de 35 mil cavalos-vapor (25,7 mil quilowatts) para uma velocidade máxima de 21 nós (39 quilômetros por hora), porém durante seus testes marítimos fez 55 967 cavalos-vapor (40 711 quilowatts) para 22 nós (41 quilômetros por hora). Podia carregar até 3,4 mil toneladas de carvão e 620 toneladas de óleo combustível, o que lhe dava uma autonomia de cinco mil milhas náuticas (9,3 mil quilômetros) a doze nós (22 quilômetros por hora). Sua tripulação ao entrar em serviço era de 42 oficiais e 1 129 marinheiros.
A bateria principal do Bayern consistia em oito canhões calibre 45 de 380 milímetros montados em quatro torres de artilharia duplas, duas sobrepostas à vante da superestrutura e duas sobrepostas à ré. Seu armamento secundário tinha dezesseis canhões calibre 45 de 149 milímetros montados em casamatas individuais nas laterais do casco, oito em cada lateral. Também foi equipado com quatro canhões calibre 45 de 88 milímetros e cinco tubos de torpedo submersos de 600 milímetros, um na proa e dois em cada lateral. Seu cinturão principal de blindagem tinha entre 170 e 350 milímetros de espessura, enquanto o convés blindado tinha de sessenta a cem milímetros. A torre de comando de vante era protegida por laterais de quatrocentos milímetros, já as torres de artilharia tinham laterais de 350 milímetros e tetos de duzentos milímetros.

## Carreira

### Primeiras ações

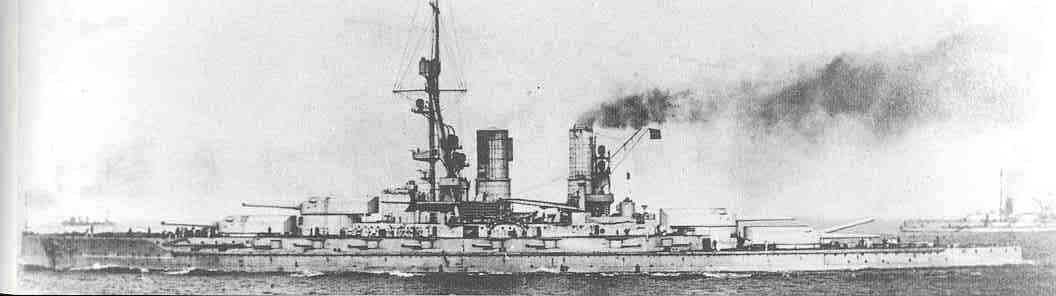
O Bayern c. 1916

O Bayern foi encomendado em 1912 sob o nome provisório de "T", sendo financiado pela quarta e última Lei Naval aprovada no mesmo ano. Seu batimento de quilha ocorreu em 22 de dezembro de 1913 nos estaleiros da Howaldtswerke em Kiel sob o número de construção 590. Foi lançado ao mar em 18 de fevereiro de 1915 e, após equipagem, foi comissionado em 18 de março de 1916, mas permaneceu praticamente parado no porto pelo mês seguinte passando por testes iniciais, incluindo testes de inclinação para determinar como a embarcação respondia a inundações. Zarpou em 15 de abril para testes iniciais de sua bateria principal que duraram até o dia seguinte. O Bayern realizou seu primeiro teste de velocidade em potência total no dia 25 perto da ilha de Alsen, com essas testes continuando até 2 de maio. Foi considerado apto para o serviço em 15 de julho, um mês e meio depois da Batalha da Jutlândia.
Foi designado para a III Esquadra de Batalha da Frota de Alto-Mar. Estaria disponível para a operação da Batalha da Jutlândia, mas sua tripulação, composta principalmente de tripulantes do recém descomissionado pré-dreadnought SMS Lothringen, tinha recebido licença. Custou 49 milhões de marcos de ouro. Seu primeiro oficial comandante foi o capitão de mar Max Hahn. O rei Luís III da Baviera visitou o Bayern em 25 de maio. O couraçado brevemente serviu de capitânia da frota entre 7 e 16 de agosto.
O almirante Reinhard Scheer, o comandante da Frota de Alto-Mar, planejou uma surtida entre 18 e 19 de agosto; a operação consistiria de um bombardeio pelos cruzadores de batalha do I Grupo de Reconhecimento. Eles tentariam atrair e destruir os cruzadores de batalha britânicos. O SMS Von der Tann e o SMS Moltke eram na época os únicos cruzadores de batalha alemães em condições de combate, assim três couraçados foram designados para integrarem a unidade: o Bayern, SMS Grosser Kurfürst e SMS Markgraf. Scheer e o resto da Frota de Alto-Mar, incluindo quinze couraçados, deveriam seguir atrás e proporcionar cobertura. O I Grupo de Reconhecimento improvisado terminou exercícios de familiarização em 15 de agosto; o vice-almirante Franz von Hipper, o comandante da formação, ficou insatisfeito com a baixa velocidade dos couraçados e Scheer ordenou que a unidade não se afastasse mais de vinte milhas náuticas (37 quilômetros) da frota principal para que assim não fosse isolada pelos cruzadores de batalha britânicos.
Os alemães zarparam na noite do dia 18; os britânicos sabiam dos planos alemães e a Grande Frota partiu para interceptá-los. Scheer foi avisado às 14h35min sobre a aproximação da Grande Frota e, não querendo enfrentar os britânicos tão pouco tempo depois da Batalha da Jutlândia, voltou para casa. Outra surtida no Mar do Norte ocorreu de 18 a 20 de outubro, mas sem encontrar inimigos. A frota foi reorganizada em 6 de dezembro e o Bayern foi colocado na segunda posição da III Esquadra de Batalha, pois não era equipado para atuar de capitânia. Seu lugar como segundo da linha mesmo assim permitiria que ele usasse seu poder de fogo em batalha o mais rápido possível.

### Operação Albion

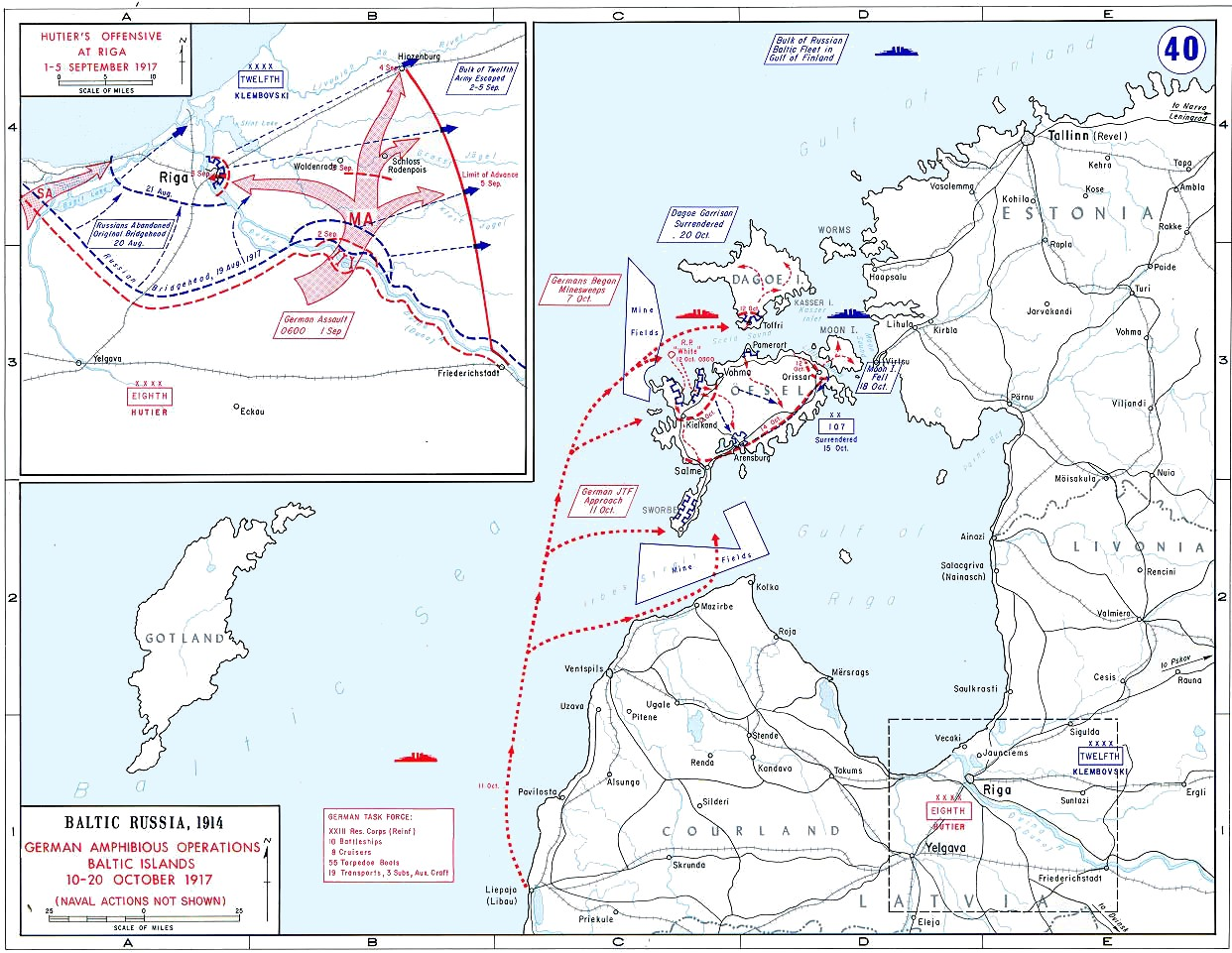
Mapa das movimentações alemãs durante a Operação Albion

Os alemães conquistaram o porto russo de Riga no Mar Báltico no início de setembro de 1917 e assim a Marinha Imperial decidiu expulsar as forças navais russas que ainda estavam no Golfo de Riga. Para isto, o Alto Comando Naval planejou uma operação para capturar a ilha de Ösel, especialmente as baterias russas na Península de Sworbe. Foi emitida no dia 18 uma ordem para uma operação conjunta de exército e marinha a fim de capturar Ösel e Moon; o principal componente naval consistiria na capitânia Moltke e a III Esquadra de Batalha. Nessa época, a V Divisão era formada pelo Bayern e os quatro couraçados da Classe König, já a VI Divisão tinha os cinco couraçados da Classe Kaiser. Toda a força tinha aproximadamente trezentos navios, incluindo nove cruzadores rápidos, três flotilhas de barcos torpedeiros e dezenas de navios de guerra de minas. Como apoio também estavam mais de cem aeronaves e seis zepelins. A força de invasão contava com por volta de 24,6 mil oficiais e marinheiros. A Marinha Imperial Russa, por sua vez, contava com os antigos pré-dreadnoughts Tsesarevich e Slava, os cruzadores blindados Diana, Admiral Makarov e Bayan, 26 contratorpedeiros, mais vários barcos torpedeiros e canhoneiras. A guarnição em Ösel tinha aproximadamente catorze mil homens.
A operação começou em 12 de outubro, com o Bayern, Moltke e os membros da Classe König bombardeando baterias costeiras russas na Baía de Tagga. Ao mesmo tempo, os couraçados da Classe Kaiser enfrentaram as baterias na Península de Sworbe. O objetivo era garantir o canal entre Moon e Dägo, desta forma bloqueando a única rota de escape das embarcações russas no golfo. O Bayern bateu em uma mina naval às 5h07min enquanto movia-se para sua posição de bombardeio em Pamerort. A explosão matou um suboficial e seis marinheiros, com mil toneladas entrando no navio e fazendo o castelo de proa afundar em dois metros. O couraçado atacou baterias em Cabo Toffri na extremidade sul de Dägo apesar de seus danos. Foi liberado de sua posição às 14h00min. Reparos preliminares ocorreram no dia seguinte na Baía de Tagga. Estes trabalhos foram ineficazes e o Bayern precisou recuar para Kiel a fim de passar por reparos; a viagem de volta demorou dezenove dias. Os trabalhos de reparo ocorrera entre 3 de novembro e 27 de dezembro, durante a qual seu tubo de torpedo de vante foi removido. Sua sala de torpedos foi transformada em um compartimento estanque adicional. Quatro canhões antiaéreos calibre 30 de 88 milímetros também foram instalados durante os reparos.
Dois couraçados da Classe König e várias embarcações menores foram enviadas em 16 de outubro para enfrentarem os couraçados russos no Golfo de Riga. No dia seguinte, o SMS König disparou contra o Slava e o SMS Kronprinz tanto contra o Slava quanto contra o Bayan. Os navios russos foram acertados várias vezes até às 10h30min, quando eles recuaram. O Slava foi seriamente danificado e não conseguiu escapar, sendo deliberadamente afundado enquanto sua tripulação foi evacuada por um contratorpedeiro. As operações navais praticamente terminaram no dia 20; a frota russa foi destruída ou forçada a recuar, com o Exército Alemão tomando as ilhas do golfo.

### Outras ações

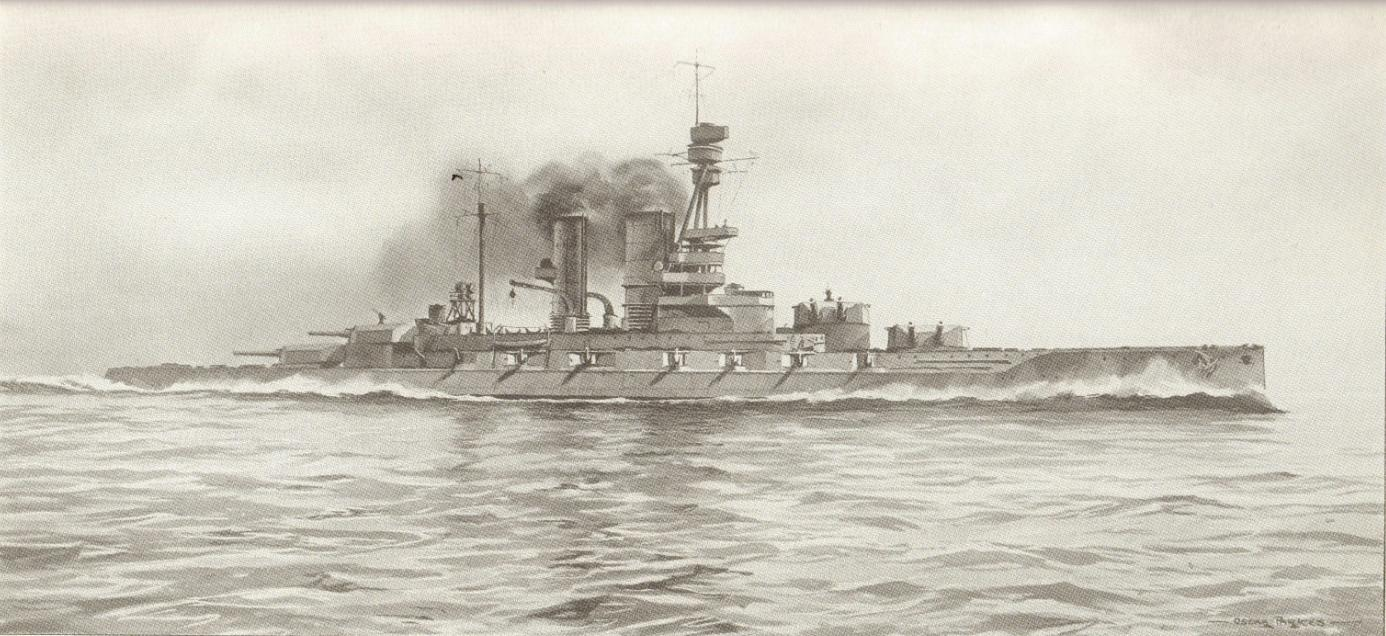
Desenho de reconhecimento do Bayern feito pela Marinha Real Britânica

O Bayern foi designado para deveres de patrulha no Mar do Norte quando voltou ao serviço. Scheer no final de 1917 tinha usado forças ligeiras para atacar comboios britânicos navegando para a Noruega. Consequentemente, a Marinha Real Britânica passou a destacar uma esquadra de couraçados para proteger os comboios, apresentando a possibilidade de que uma parte da Grande Frota fosse destruída. Scheer comentou que "Um ataque bem sucedido em tal comboio não apenas resultaria no naufrágio de grande tonelagem, mas seria um grande sucesso militar e ... forçaria os ingleses a enviarem mais navios de guerra em águas nortenhas". O almirante instituiu silêncio absoluto no rádio em preparação para o ataque. Isto impediu com que os britânicos interceptassem e decodificassem as mensagens alemãs, algo que tinham feito antes para ganhar vantagem. A operação teria os cruzadores de batalha atacando um comboio em 23 de abril de 1918 enquanto os couraçados da Frota de Alto-Mar ficariam em suporte.
A frota alemã se reuniu na Rada de Schillig do lado de fora de Wilhelmshaven em 22 de abril e partiram na manhã seguinte às 6h00min. Neblina espessa forçou os alemães a permanecerem dentro de seus campos minados defensivos por meia hora. Os cruzadores de batalha estavam a sessenta milhas náuticas (110 quilômetros) ao oeste de Egerö, na Noruega, às 5h20min do dia 24. Os alemães conseguiram alcançar a rota do comboio sem serem detectados, mas a operação fracassou por conta de informações errôneas. Relatos de submarinos indicaram que os comboios partiam no começo e na metade de cada semana, mas um comboio rumo oeste tinha deixado Bergen na terça-feira dia 22 e outro rumo leste zarpado de Methil dois dias depois. Desta forma, não havia comboios para os alemães atacarem.
Nesse mesmo dia, uma das hélices do Moltke se soltou, causando grandes danos e permitindo que duas mil toneladas de água entrassem no navio. O Moltke foi forçado a quebrar o silêncio de rádio para poder informar sobre sua condição, o que alertou a Marinha Real das atividades da Frota de Alto-Mar. A Grande Frota zarpou com 31 couraçados e quatro cruzadores de batalha, mas já era muito tarde para interceptar os alemães. Estes chegaram em seus campos minados defensivos na manhã de 25 de abril, porém o Moltke foi torpedeado pelo submarino HMS E42 enquanto estava a quarenta milhas náuticas (74 quilômetros) da Heligolândia. O navio mesmo assim conseguiu voltar para casa.

### Destino
O Bayern foi a capitânia do vice-almirante Hugo Kraft, o comandante da III Esquadra de Batalha, de 23 de setembro até o início de outubro de 1918. O couraçado teria participado no final de outubro daquilo que em essência seria uma missão suicida. A maior parte da Frota de Alto-Mar zarparia de sua base em Wilhelmshaven com o objetivo de atacar a Grande Frota. A intenção de Scheer, nesta altura o comandante de todas as forças navais alemãs, era infligir o máximo de danos possíveis contra os britânicos para conseguir uma posição de negociação mais vantajosa para a Alemanha no final da guerra, não importando o custo sofrido por seus próprios navios.

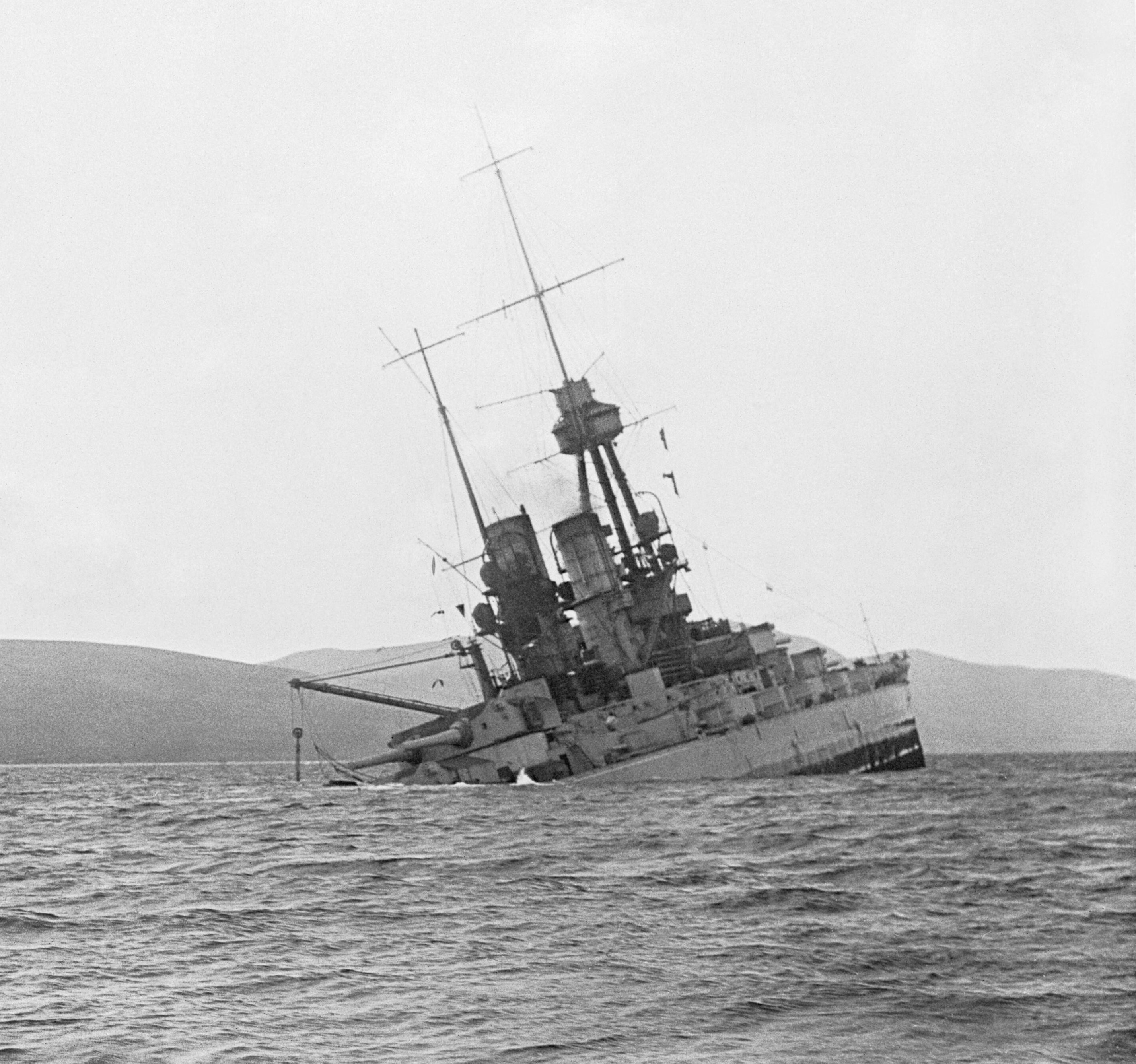
O Bayern afundando pela popa em Scapa Flow em 21 de junho de 1919

Marinheiros cansados da guerra se rebelaram enquanto a frota se reunia em Wilhelmshaven, com motins começando na noite de 29 de outubro. Tês navios da III Esquadra de Batalha se recusaram a zarpar, enquanto atos de sabotagem foram cometidos a bordo dos couraçados SMS Thüringen e SMS Helgoland. A ordem de partir foi rescindida diante dessa revolta. As esquadras de couraçados foram dispersadas em uma tentativa de subjugar o motim. O Bayern e o resto da III Esquadra de Batalha foram para Kiel.
A Alemanha se rendeu em novembro de 1918 e foi decidido que a maior parte da Frota de Alto-Mar seria internada na base britânica de Scapa Flow O Bayern foi um dos navios listados para internação. As embarcações deixaram a Alemanha no dia 21 sob o comando do contra-almirante Ludwig von Reuter. Se encontraram primeiro com o cruzador rápido britânico HMS Cardiff e depois com uma frota de 370 navios da Marinha Real, Marinha Nacional Francesa e Marinha dos Estados Unidos para a viagem até Scapa Flow.
A frota permaneceu internada durante as negociações que roduziram o Tratado de Versalhes. Reuter acreditava que os britânicos tentariam tomar seus navios em 21 de junho de 1919, o prazo limite para a Alemanha assinar o tratado. Ele não sabia que o prazo tinha sido estendido e assim ordenou que as embarcações fossem deliberadamente afundadas. A frota britânica deixou Scapa Flow na manhã do dia 21 para treinamentos e Reuter emitiu às 11h20min a ordem de afundar. O Bayern naufragou às 14h30min. Seu destroços foram reflutuados em 1º de setembro de 1934 e desmontados no ano seguinte em Rosyth. Seu sino foi devolvido para a Marinha Alemã e está em exibição em Kiel. Algumas partes do Bayern, incluindo suas torres de artilharia, permanecem naufragadas a profundidades de 38 a 45 metros.